# 九十九里ライフセービングクラブ
九十九里ライフセービングクラブ（くじゅうくりライフセービングクラブ）は、千葉県内の九十九里浜を中心として、海岸でライフセービング活動に従事するNPO法人のこと。

## 概要
1994年に発足し、蓮沼村および九十九里町地区の海岸にてパトロールを開始した。2007年現在の会員数は約350人にのぼり､千葉県の様々な海岸にて活動を行っている。また、日本初の女性プロライフセーバー佐藤文机子（日本大学文理学部体育学科出身）を輩出している。

## エリア
以下の8市町、27海水浴場1プールにて夏期パトロールを行っている。（2008年度実績）
- 匝瑳市
  - 堀川浜海水浴場

- 横芝光町
  - 木戸浜海水浴場　
  - 屋形海水浴場
  - B&G海洋プール

- 山武市
  - 殿下海水浴場　
  - 中下海水浴湯　
  - 南浜海水浴場
  - 小松海水浴場　
  - 白幡・井之内海水浴場　
  - 本須賀海水浴場

- 九十九里町
  - 作田海水浴場
  - 片貝海水浴場　
  - 不動堂海水浴場（粟生海水浴場含む）　
  - 真亀海水浴場

- 鴨川市
  - 内浦第一海水浴場
  - 内浦第二海水浴場　
  - 城崎海水浴場

- 南房総市
  - 豊岡海水浴場　
  - 原岡海水浴場　
  - 多々良北浜海水浴場

- 鋸南町
  - 勝山海水浴場　
  - 大六海水浴場　
  - 鱚ヶ浦海水浴場　
  - 保田中央海水浴場　
  - 元名海水浴場

- 富津市
  - 津浜海水浴場　
  - 上総湊海水浴場　
  - 新舞子海水浴場　
  - 大貫中央海水浴場　
  - 富津海水浴場